# ДОТ № 410 (КиУР)

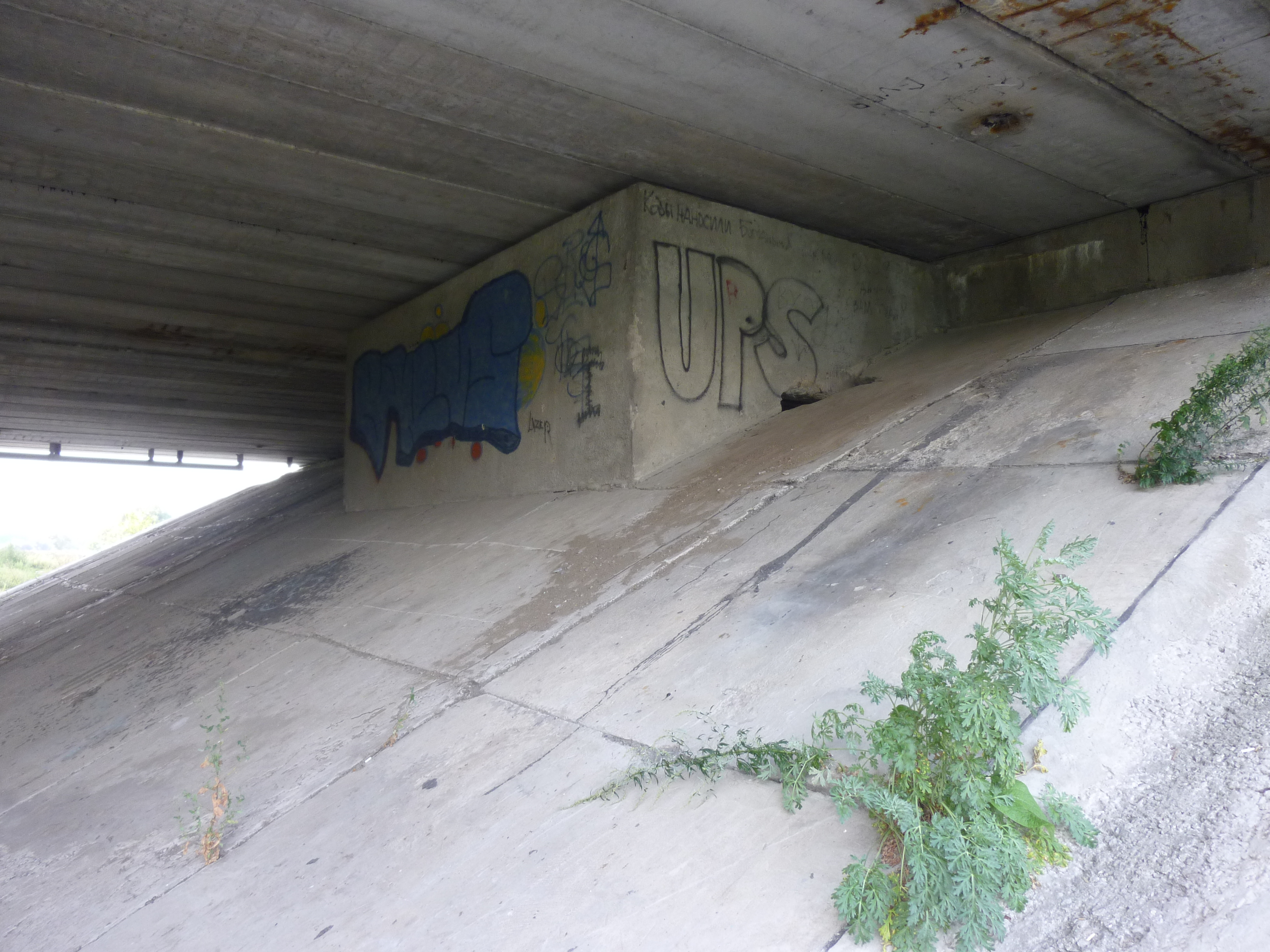
ДОТ № 410

ДОТ № 410 — долговременная огневая точка, расположенная на западном фасе Киевского укрепрайона под мостом через реку Ирпень и входившая в его первую линию обороны. Фортификационное сооружение относится к классу пулемётный капонир (ПК) и принимало участие в обороне Киева в 1941-м году.

## Проектирование и строительство
Капонир был выдвинут вперёд относительно позиций укрепрайона на самый берег реки Ирпень для ведения флангового огня вдоль реки в оба направления. Его встроили в торец насыпи Брест-Литовского шоссе (сейчас автотрасса М-06). Это сооружение 1930 года постройки имело 2 амбразуры для станковых пулемётов, а также 1 амбразуру для ручного пулемёта для защиты входа. ДОТ № 410 относится к фортификационным сооружениям типа «М1», то есть способен выдержать 1 попадание 203-мм гаубицы. Пулемёты располагались в единственном каземате.

## Служба

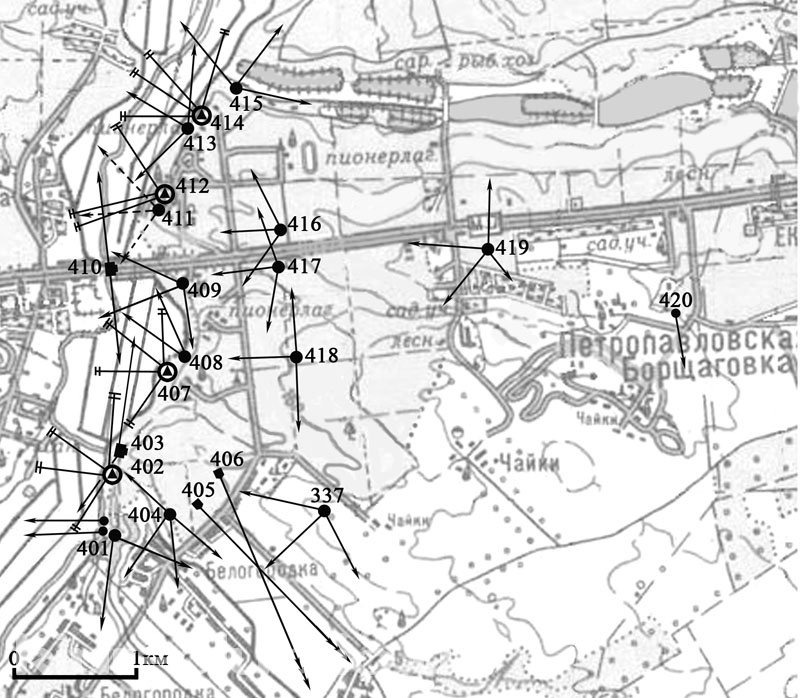
ПК № 410 в системе обороны 3-го БРО КиУР

Фортификационное сооружение приняло участие в Отечественной войне и организационно входило в 3-й батальонный район обороны (БРО) КиУР, прикрывающего район Белогородка — Житомирское шоссе (Брест-Литовское шоссе). Шоссе было наиболее танкоопасным направлением для города Киев, поэтому с началом войны на данном участке построено большое количество полевых укреплений, позиций для миномётов, противотанковой и полевой артиллерии.
Гарнизон ДОТ, состоящий из бойцов 193-го отдельного пулемётного батальона, был одним из первых, кто увидел немецкие моторизованные части, подошедшие к Ирпеню. В период 11 — 13 июля 1941 года небольшие немецкие отряды с лёгкой бронетехникой и разведка пытались перейти реку Ирпень. Но противника удалось остановить. Скорее всего гарнизон ПК № 410 лишь наблюдал за этими действиями, чтобы не выдавать своей позиции небольшим силам врага, которых могли остановить боевое охранение и полевые укрепления КиУР. Затем началась относительно спокойная фаза позиционной войны.
Во время второго штурма КиУР, который начался 16 сентября 1941 года, ДОТ № 410 также не имел боевого контакта с врагом. Днём 18 сентября войска 37-я армии Юго-Западного фронта получают приказ-разрешение на оставление города Киев и КиУР. Гарнизоны долговременных сооружений были одними из последних, кто уходил на левый берег реки Днепр. Среди них был и гарнизон ДОТ № 410. Днём 19 сентября передовые части 71 пехотной дивизии заняли территорию 3-го БРО без боя, задерживая лишь красноармейцев-дезертиров и перебежчиков.
История капонира № 410, как и всего 3-го батальонного района обороны (БРО) КиУР, напоминает доктрину «Fleet in being» в действии. Многочисленная группа долговременных и полевых оборонительных сооружений с артиллерией удерживала немцев от полномасштабного штурма данного участка. С другой стороны это принуждало противника держать здесь неоправданно большое число войск, которые можно было бы задействовать более эффективно на других участках фронта. Ведь был риск, что советские войска, прикрываясь оборонительными сооружениями, могут перейти в сильную, подготовленную атаку.

## Настоящее время
Доступ в ДОТ ограничен, по состоянию на 2011 год в нём остались части воздушно-вентиляционной установки и системы охлаждения пулемётов.
30.01.2023 г. при реконструкции моста через р. Ирпень, был практически полностью уничтожен. Уцелевшие фрагменты были перевезены в г. Киев, на территорию Национального университета обороны Украины.